# Метод принципиальных переговоров
Принципиальные переговоры (англ. Principled negotiation) — метод переговоров, в котором основное внимание уделяется взаимным интересам, а не отстаиванию своих позиций каждой из сторон. Метод принципиальных переговоров базируется на принципе взаимной выгоды сторон (так называемый принцип win-win), был разработан гарвардской школой переговоров и подробно описан в книге Роджера Фишера, Уильяма Юри и Брюса Паттона «Путь к согласию: переговоры без поражения».

## Основные принципы метода
Переговоры по характеру их ведения принято делить на два противоположных типа:
- дистрибутивные переговоры;
- интегративные переговоры.

Дистрибутивные переговоры предполагают открытую конкуренцию и соперничество, ведущее к проигрышу одной из сторон, тогда как интегративные переговоры подразумевают сотрудничество, поиск совместных целей для удовлетворения интересов всех участников процесса.
Главной целью принципиальных переговоров, ставших основой интегративного типа, является достижение разумного эффективного соглашения, ведущего к улучшению взаимоотношений сторон. Именно поэтому ключевыми выделяются следующие принципы:
1. Проблема неравна с  людьми, в ней задействованными . Этот постулат говорит о необходимости отделять обсуждаемую проблему от личности людей. Зачастую эмоции, проявляемые при отстаивании собственной позиции, мешают объективному взгляду на ситуацию, создают враждебную обстановку, не дают прийти к необходимому соглашению. Поэтому важным аспектом является изначальная концентрация на самой проблеме, а не на поведении другого участника переговорного процесса. Однако нельзя упускать из виду, что человеческий фактор - это самостоятельный аспект, который нередко является ключом к решению основной проблемы переговоров. Именно поэтому важно выстраивать рабочие отношения при любом прогнозе исхода.
2. Интересы важнее позиций . Поскольку основная задача переговоров - удовлетворение интересов каждой из сторон, авторы метода принципиальных переговоров советуют отойти от идеи отстаивания своей позиции и обратить пристальное внимание на собственные интересы, которые не всегда полностью отражены в переговорной позиции.
3. Находите взаимовыгодные варианты. Переговорный процесс проходит в условиях постоянного давления со стороны противника и значительно ограниченного времени, что осложняет процесс принятия верного варианта решения проблемы. Поиск взаимной выгоды минимизирует временные и ресурсные затраты на оценивание рисков, возникающих при рассмотрении соглашений в ущерб интересам.
4. Используйте объективные критерии. Справедливое решение выгодно для всех сторон, его принятию способствует принятие системы объективных критериев (требования закона, мнения экспертов и другие).

Улучшение отношений сторон в процессе переговоров, ведущее к возникновению долгосрочных отношений, является ключевой задачей данного метода. Стороны переговорного процесса рассматриваются в качестве партнёров, уважающих интересы друг друга.
Кроме того, для достижения наибольшей эффективности переговорного процесса важно иметь дополнительное, альтернативное решение, называемое BATNA (Best Alternative to a Negotiation Agreement) или НАОС (Наилучшая альтернатива обговариваемому соглашению). По возможности нужно стараться просчитать наилучшую альтернативу противника. Это поможет лучше подготовиться к переговорам, реалистичнее оценить их исход. Наилучшая альтернатива оппонента может содержать большую выгоду, чем самое выгодное решение, которое можно предложить, в этом случае переговоры придут к желаемому исходу только при тщательном анализе этой альтернативы заранее и поиске других способов воздействия.